# Campeonato Mundial de Halterofilismo de 2017 - Mais de 105 kg masculino
A categoria mais de 105 kg masculino foi um evento do Campeonato Mundial de Halterofilismo de 2017, disputado no Centro de Convenções Anaheim, em Anaheim, nos Estados Unidos, no dia 5 de dezembro de 2017. 

## Calendário
Horário local (UTC-8) 
| Dia           | Horário | Fase    |
| ------------- | ------- | ------- |
| 5 de dezembro | 10:55   | Grupo B |
| 5 de dezembro | 17:25   | Grupo A |

## Medalhistas
| Evento    | Ouro                   | Ouro   | Prata                   | Prata  | Bronze                  | Bronze |
| --------- | ---------------------- | ------ | ----------------------- | ------ | ----------------------- | ------ |
| Arranque  | Lasha Talakhadze (GEO) | 220 kg | Behdad Salimi (IRI)     | 211 kg | Saeid Alihosseini (IRI) | 203 kg |
| Arremesso | Lasha Talakhadze (GEO) | 257 kg | Mart Seim (EST)         | 253 kg | Saeid Alihosseini (IRI) | 251 kg |
| Total     | Lasha Talakhadze (GEO) | 477 kg | Saeid Alihosseini (IRI) | 454 kg | Behdad Salimi (IRI)     | 453 kg |

## Recordes
Antes desta competição, o recorde mundial da prova era o seguinte:
| Recorde         | Tipo      | Atleta                  | Peso   | Local          | Data                 |
| Recorde Mundial | Arranque  | Lasha Talakhadze (GEO)  | 217 kg | Split          | 8 de abril de 2017   |
| Recorde Mundial | Arremesso | Hossein Rezazadeh (IRI) | 263 kg | Atenas         | 25 de agosto de 2004 |
| Recorde Mundial | Total     | Lasha Talakhadze (GEO)  | 473 kg | Rio de Janeiro | 16 de agosto de 2016 |

Os seguintes novos recordes foram estabelecidos durante esta competição.
| Arranque | 220 kg | Lasha Talakhadze (GEO) | Recorde mundial |
| Total    | 477 kg | Lasha Talakhadze (GEO) | Recorde mundial |

## Resultado
Os resultados foram os seguintes. 
| Pos.              | Atleta                      | Grupo | Arranque (kg) | Arranque (kg) | Arranque (kg) | Arranque (kg)     | Arremesso (kg) | Arremesso (kg) | Arremesso (kg) | Arremesso (kg)    | Total |
| Pos.              | Atleta                      | Grupo | 1             | 2             | 3             | Resultado         | 1              | 2              | 3              | Resultado         | Total |
| ----------------- | --------------------------- | ----- | ------------- | ------------- | ------------- | ----------------- | -------------- | -------------- | -------------- | ----------------- | ----- |
| Medalha de ouro   | Lasha Talakhadze (GEO)      | A     | 210           | 215           | 220           | Medalha de ouro   | 243            | 250            | 257            | Medalha de ouro   | 477   |
| Medalha de prata  | Saeid Alihosseini (IRI)     | A     | 203           | 203           | 203           | Medalha de bronze | 236            | 243            | 251            | Medalha de bronze | 454   |
| Medalha de bronze | Behdad Salimi (IRI)         | A     | 205           | 211           | 216           | Medalha de prata  | 241            | 242            | 252            | 5                 | 453   |
| 4                 | Rustam Djangabaev (UZB)     | A     | 195           | 200           | 204           | 5                 | 240            | 247            | 252            | 4                 | 447   |
| 5                 | Mart Seim (EST)             | A     | 185           | 191           | 195           | 7                 | 245            | 251            | 253            | Medalha de prata  | 444   |
| 6                 | Fernando Reis (BRA)         | A     | 192           | 200           | 204           | 4                 | 240            | 247            | 248            | 6                 | 440   |
| 7                 | Jiří Orság (CZE)            | A     | 185           | 185           | 190           | 10                | 237            | 244            | 246            | 7                 | 422   |
| 8                 | Walid Bidani (ALG)          | A     | 185           | 191           | 195           | 6                 | 215            | 217            | 225            | 10                | 420   |
| 9                 | Hojamuhammet Toýçyýew (TKM) | A     | 180           | 184           | 184           | 11                | 225            | 231            | 237            | 8                 | 415   |
| 10                | Péter Nagy (HUN)            | A     | 183           | 188           | 192           | 9                 | 219            | 226            | 233            | 9                 | 414   |
| 11                | Alexej Prochorow (GER)      | B     | 180           | 185           | 190           | 8                 | 207            | 216            | 225            | 13                | 406   |
| 12                | Kamil Kučera (CZE)          | B     | 175           | 175           | 180           | 12                | 220            | 226            | 226            | 12                | 395   |
| 13                | Gurdeep Singh (IND)         | B     | 165           | 172           | 175           | 13                | 207            | 212            | 216            | 14                | 388   |
| 14                | David Liti (NZL)            | B     | 160           | 166           | 171           | 14                | 218            | 222            | 222            | 11                | 388   |
| 15                | Tamaš Kajdoči (SRB)         | B     | 165           | 170           | 170           | 16                | 210            | 210            | 215            | 15                | 380   |
| 16                | Anthony Coullet (FRA)       | B     | 151           | 156           | 161           | 18                | 204            | 209            | 214            | 16                | 370   |
| 17                | Igor Olshanetskyi (ISR)     | B     | 161           | 167           | 170           | 17                | 204            | 209            | —              | 17                | 365   |
| 18                | David Litvinov (ISR)        | B     | 160           | 166           | 172           | 15                | 190            | 190            | 203            | 18                | 356   |
| 19                | Deivydas Jucius (LTU)       | B     | 151           | 156           | 160           | 19                | 180            | 185            | 190            | 19                | 341   |
| —                 | Teemu Roininen (FIN)        | B     | 151           | 156           | 156           | 20                | 195            | 196            | 196            | —                 | —     |